# Anton Rosing
Hans Anton Rosing, född 14 augusti 1827 i Fredrikstad, död 29 mars 1867, var en norsk lantbrukskemist, gift med sin kusin Hedevig Rosing.
Rosing avlade 1849 partiell examen i fysik och kemi vid Den polytekniske læreanstalt i Köpenhamn och reste hem till Norge, där hans hopp om att bli professor i kemi vid Kristiania universitet efter Moritz Christian Julius Thaulow släcktes av att tjänsten plötsligt tillsattes med tysken Adolph Strecker. 
Rosing verkade därefter under några år som kemist vid Kristiania gasverk, dock utan att överge sina vetenskapliga intressen, vilka alltmer kom att inrikta sig på agrikulturkemi. Då det samtidigt blev tal om att inrätta en norsk lantbrukshögskola, var han självskriven till en av tjänsterna vid denna och företog hösten 1855 till juni 1861 med offentligt stipendium en längre utlandsresa för att utbilda sig för denna befattning. Han arbetade i denne tid hos Julius Adolph Stöckhardt i Tharandt och senare hos Jean-Baptiste Boussingault och Jean-Baptiste Dumas i Paris. 
I den sistnämndes laboratorium utförde han tillsammans med ryssen Chichkoff undersökningar över ammoniumcyanids inverkan på alloxan och över fosforklorids inverkan på benzoylklorid samt över sönderdelningen av trinitroacetonitril som avledits av knallsyra; vidare en del undersökningar över pyrogallsyrans reaktioner, särskilt under inverkan av brom. Samtliga dessa undersökningar framlades i franska vetenskapsakademien och publicerades i dess "Comptes rendus". 
År 1858 reste Rosing till England, där han särskilt studerade lantbruket, men drabbades följande vår av blodförgiftning. Han låg på sjukbädden i två år och kunde inte återvända till Norge förrän sommaren 1861 Han tillträdde i september samma år sin tjänst som lärare i fysik och kemi vid den nyinrättade högre lantbruksskolan i Ås, men hamnade snart åter på sjukbädden, där han tillbringade sina sista sex år. 
Eftersom Stortinget beviljade Rosing medel till nödvändig assistans, blev det möjligt för honom att utöver att föreläsa och leda laborationer, även att låta utföra en lång rad undersökningar, av vilka särskilt kan nämnas bestämmelser av kväveföreningarna i regn-, älv- och havsvatten, liksom han även tog initiativ till de första norska jord- och foderämnesanalyserna. Han stiftade 1852 Polyteknisk Forening i Kristiania. Under sin vistelse i Paris var han medstiftare till Société chimique, för vilket sällskap han en tid var preses. 
Rosing var även den egentlige upphovsmannen såväl till den till Polyteknisk Forening knutna polytekniska tidskriften som till den franska "Répertoire de chimie pure et appliquée". Hans folkbildningsintresse tog sig bland annat uttryck i den av honom grundade och 1865-67 redigerade "Norsk Landmandsbog", en populärvetenskaplig årsbok, som innehåller många artiklar i agrikulturkemi.